# Spencer (Vorname)
Spencer ist ein ursprünglich berufsbezogener englischer männlicher Vorname, der auch als Familienname Verwendung findet – siehe Spencer (Familienname). Vereinzelt kommt der Name auch als weiblicher Vorname vor.

## Namensträger
männlich
- Spencer Abbott (* 1988), kanadischer Eishockeyspieler
- Spencer Breslin (* 1992), US-amerikanischer Filmschauspieler
- Spencer Treat Clark (* 1987), US-amerikanischer Filmschauspieler
- Spencer Davis (1939–2020), britischer Rockmusiker
- Spencer Dinwiddie (* 1993), US-amerikanischer Basketballspieler
- Spencer Fox (* 1993), US-amerikanischer Musiker, Synchronsprecher und Schauspieler
- Spencer Garrett (* 1963), US-amerikanischer Schauspieler
- Spencer Haywood (* 1949), US-amerikanischer Basketballspieler
- Spencer Machacek (* 1988), kanadischer Eishockeyspieler
- Spencer Mbadu (1955–2023), südafrikanischer Jazzbassist und Arrangeur
- Spencer Nelson (* 1980), US-amerikanisch-aserbaidschanischer Basketballspieler
- Spencer Pigot (* 1993), US-amerikanischer Automobilrennfahrer
- Spencer Rice (* 1963), kanadischer Drehbuchautor, Schauspieler, Regisseur und Produzent
- Spencer Roane (1762–1822), US-amerikanischer Richter
- Spencer Smith (* 1973), britischer Triathlet
- Spencer Tracy (1900–1967), US-amerikanischer Filmschauspieler
- Spencer Tunick (* 1967), US-amerikanischer Fotograf
- Spencer Ware (* 1991), US-amerikanischer American-Football-Spieler

weiblich
- Spencer Locke (* 1991), US-amerikanische Schauspielerin
- Spencer O’Brien (* 1988), kanadische Snowboarderin

## Nachweise
1. ↑  Spencer auf surnames.behindthename.com (engl.)